# Мута
Мута (на словенски: Muta) е село в Словения, Корошки регион. Административен център на община Мута. Според Националната статистическа служба на Република Словения през 2015 г. селото има 2207 жители.